# Перевізник 2
«Перевізник 2» (англ. Transporter 2) — французький екшн-фільм 2005 року, є продовженням фільму «Перевізник» 2002 року.
Джейсон Стейтем повертається в ролі Френка Мартіна, професійного «перевізника», що доправляє «посилки» і не ставить питань. Дія переноситься в Маямі, Флорида, де Френк наймається возити хлопчика, якого незабаром викрадають, і єдиний, хто може його врятувати — це Френк.

## Сюжет
Між двома фільмами, Френк переїхав із Франції до Маямі, Флорида, де він наймається водієм для сім'ї Біллінгс. Дуже небагато може здивувати Перевізника, але молодий Джек Біллінгс зробив це — Френк подружився з шестирічною дитиною, яку він возить до школи у своєму новому Audi A8 (W12 6.0). Банда жорстоких злочинців, переодягнених лікарями, намагається інфікувати Джека під час чергового візиту дитини до лікаря. Коли Джек і Френк приходять до лікаря, починається запекла перестрілка між садисткою Лолою і Френком. Джеку та Френку ледь вдається вислизнути від злочинців, але їх наздоганяють вже біля будинку Біллінгс. Джіанні, ватажок банди, змушує Френка виїхати з Джеком, залишаючи Одрі Біллінгс, мати дитини, в розгубленості. Френку пригрозили, що уб'ють дитину просто в машині бронебійною кулею (на лобі в дитини можна розглядати підсвідку зеленого кольору). Мабуть, її чоловік Джефф вважає що Френк і є викрадач, посилаючи по його п'ятах поліцію. Френка змушують залишити Джека в руках Джіанні. Повертаючись в машину, він бачить в калюжі відображення нижньої частині машини, на якій була причеплена бомба. Він жене до причалу і перевертає машину в повітрі, де гак крана збиває бомбу за секунду до вибуху. Заплативши викуп викрадачам, Біллінгс отримують Джека назад, але ніхто не знає, що Джек був заражений смертоносним вірусом, який вбиває всіх, хто вступив з ним у контакт, за добу.
Френку залишається брати все в свої руки. Він виявляє одного з «лікарів», які в нього стріляли, і робить вигляд що уразив його тим же вірусом (у шприці була вода). Російський «лікар» панікує і біжить в лабораторію щоб роздобути протиотруту. Френк йде слідом за ним і виявляє ліки. Лікар викидає дві капсули з ліками в вікно. Стрибнувши за ними, Френку удається врятувати лише одну. Пробравшись у будинок Біллінгс, він пояснює Одрі, що не винен і віддає її ліки для Джека. Але мати і батько дитини вже заражені. Джефф Біллінгс направляється на інтернаціональну зустріч глав організацій, що борються з наркотиками. Френк розуміє що викрадення Джека було лише необхідно для зараження його батька вірусом, щоб Джефф потім міг заразити всі збори. Джіанні був найнятий колумбійськими наркокартелями, охочими обезголовити протидію наркотичним організаціям світу.
Згодом Френк їде до будинку Джіанні, повного злочинців. Пробившись до самого Джіанні, Френк бачить, що Джіанні вколов собі всі ліки, що залишились. Джіанні втікає, залишаючи  Лолу розібратися з Френком. Після фінальної, але короткої, битви, Лола гине. А Френк бере Ламборджіні Джіанні і мчить в аеропорт, де застрибує на приватний літак Джіанні, що злітає. Убивши другого пілота, Френк бореться з Джіанні. Джіанні стріляє в Френка, але влучає в пілота, і літак падає в океан. Френку вдається відключити Джіанні та виплисти з ним на поверхню, де їх вже чекає поліція. Фільм закінчується візитом Френка до Біллінгсів у лікарні. Лікарям вдалося відтворити ліки з крові Джіанні, а Френк, побачивши щасливу сім'ю, тихо залишає лікарню на машині. Відправивши свого друга інспектора додому, якому так і не вдалося відпочити, Френк отримує дзвінок на мобільний телефон: «Я шукаю перевізника». Подумавши секунду, Френк відповідає: «Я слухаю».

## У ролях
- Джейсон Стейтем — Френк Мартін
- Алессандро Ґассман[it] — Джанні
- Амбер Валетта — Одрі Біллінгс
- Кейт Наута — Лола
- Метью Модайн — Джефф Біллінгс
- Джейсон Флемінг — Дмитро
- Кіт Девід — Степплтон
- Гантер Клері — Джек Біллінгс
- Франсуа Берлеан — інспектор Тарконі

## Саундтрек до фільму
Треклист:
- 1. Alexandre Azaria — Naughty Girl
- 2. The Servant — Cells
- 3. Amen Birdman — Icarus
- 4. Sin — 00 mph remix-Painful (Morphium mix)
- 5. Alexandre Azaria — Main Theme
- 6. The Strays — Life Support
- 7. The Servant — Body
- 8. Grand National — Talk Amongst Yourselves
- 9. Alexandre Azaria — Kendo
- 10. Anggun — Saviour
- 11. Kate Nauta — Revolution
- 12. Mylo — Paris Four Hundred
- 13. Shakedown — Can You Handle it (Eraserhead mix)
- 14. The Cinematics — Chase
- 15. DJ Cam — DJ Premier remix-Voodoo Child
- 16. Alexandre Azaria — Jet Boxing

## Цікаві факти
- До трьох правил Френка з першого фільму (див. «Перевізник») додається ще одне: Ніколи не обіцяй того, що не зможеш виконати.
- У сцені, де Френк переслідує злітаючий літак, в одному з кадрів у літака перекладений реверс.
- Найголовнішим кіноляпом є те, що на машині за весь фільм так і не з'явилося жодної подряпини.
- Коли літак падає у воду, вікно відкрите.